# Maciej Łukaszczyk
Maciej Łukaszczyk (* 11. März 1934 in Warschau; † 4. Juni 2014 in Posen) war ein polnischer Pianist.

## Leben
Łukaszczyk wurde 1934 in Polens Hauptstadt geboren. Während der deutschen Besetzung Polens im Zweiten Weltkrieg vertiefte er sich zusammen mit seinem Zwillingsbruder Jacek Łukaszczyk (1934–2013) in die Musik von Wolfgang Amadeus Mozart. In den 1950er Jahren studierte er an der Musikhochschule Warschau bei Margerita Trombini-Kazuro (1891–1979), Zbigniew Drzewiecki und Jan Ekier (* 29. August 1913 Krakau; † 15. August 2014 Warschau), später an der Staatsakademie in Wien bei Hans Kann. Verstärkt setzte er sich mit der Musik von Frédéric Chopin auseinander. In Konzerten im In- und Ausland machte er sich einen Namen als Chopin-Interpret. Er trat oft im Klavier-Duo mit seinem Zwillingsbruder Jacek auf.
1966 kam Łukaszczyk nach Darmstadt. Dort arbeitete er zunächst als Korrepetitor beim Landestheater Darmstadt. 1970 gründete er die Darmstädter Chopin-Gesellschaft, die er 44 Jahre leitete. Als Klavierpädagoge stand er in der Tradition des polnischen Chopinspiels. Die Chopin-Gesellschaft machte durch Konzerte, Klavierwettbewerbe im Zeichen Frédéric Chopins und Meisterkurse überregional auf sich aufmerksam. Łukaszczyk setzte sich auch intensiv für die Verständigung zwischen Polen und Deutschland ein.

## Ehrungen
- Bundesverdienstkreuz 1. Klasse (12. August 1991)[2]
- Verdienstorden der Republik Polen (1999)
- Johann-Heinrich-Merck-Ehrung der Stadt Darmstadt (2004)